# 日枝神社 (加須市)
日枝神社（ひえじんしゃ）は、埼玉県加須市の神社。

## 歴史
1576年（天正4年）に創建された。創建の経緯は諸説あり、利根川の上流から社殿が流れ着いたとも、川越や江戸から分霊を勧請したともいわれている。隣の明蔵院が別当寺であった。
1868年（明治元年）、これまでは「山王社」と称していたが、「日枝社」続いて「日枝神社」に改称した。1869年（明治2年）、明蔵院の境内社だった「浅間神社」を合祀した。
1872年（明治5年）、近代社格制度に基づく「村社」に列せられた。1907年（明治40年）の神社合祀により、「愛宕神社」を合祀し、愛宕神社の社殿を当社の境内に移築した。
当社では「山王様は獅子がお嫌い」ということで、行事では獅子舞は披露されないという。

## 交通アクセス
- 南羽生駅より徒歩30分。